# Décembre 1936
 1926

## Événements
- Le prix Nobel de la paix est attribué à l'argentin Carlos Saavedra Lamas.

- 1er décembre : l'adhésion aux Jeunesses hitlériennes devient obligatoire pour tous les jeunes de 10 à 18 ans. Les dernières organisations de jeunesse non nazies sont dissoutes.

- 1er - 23 décembre[1] : conférence interaméricaine de consolidation de la paix à Buenos Aires. Les États-Unis s’engagent à ne pas intervenir « directement ou indirectement et pour quelque motif que ce soit dans les affaires intérieures et extérieures » des pays d’Amérique latine (politique du « bon voisinage »). Un pacte de consultation est adopté, permettant de coordonner les différents traités existant en matière de maintien de la paix.

- 5 décembre : 
  - Nouvelle Constitution soviétique instaurant notamment un Soviet suprême composé d’un Soviet de l’Union et d’un Soviet des nationalités. Staline autorise le suffrage universel.
  - Opposés à la politique non-interventionniste du Front populaire en Espagne, les communistes français s'abstiennent dans un vote de confiance.
  - Réorganisation administrative de l’Asie centrale :
    - L’ancienne RSSA de Karakalpakie rejoint l’Ouzbékistan.
    - Création de la République socialiste soviétique (RSS) Kirghize, membre de l’URSS.
    - Création de la République socialiste soviétique du Kazakhstan fédérée de l’URSS. Des centaines de milliers d’habitants sont tués ou s’enfuient vers la Chine. Une politique de sédentarisation forcée des nomades et de collectivisation des terres détruit la culture et le mode de vie kazakh.

- 7 décembre : l'aviateur français Jean Mermoz (34 ans) et son équipe disparaissent en mer, à bord de leur Latécoère Croix du Sud, à 800 km au sud de Dakar. Le 30, des funérailles nationales sont organisées à Paris, dans la cour d'honneur des Invalides.

- 10 décembre : devant le scandale suscité par son projet de mariage avec une américaine divorcé, Wallis Simpson, Édouard VIII abdique en faveur de son frère George VI (fin en 1952) et devient duc de Windsor.

- 11 décembre : 
  - Abdication de Édouard VIII, George VI devient roi.
  - External Relations Act en Irlande à la suite de l'abdication d'Édouard VIII

- 12 décembre (Chine) : incident de Xi'an. Tchang Kaï-chek est contraint d’accepter un front commun avec les communistes.

- 16 décembre : Ley 200[2]. Réforme agraire en Colombie. La Loi 200 n’est cependant pas en mesure de remettre en question la domination des planteurs de café.
- 17 décembre : naissance du futur pape François, Jorge Mario Bergoglio, à Buenos Aires.

- 21 décembre : 
  - Hachem al-Atassi, élu président de la République de Syrie, désigne Jamil Mardam Bey comme chef du gouvernement.
  - Premier vol de l'avion allemand Junkers Ju 88.

- 27 décembre : 
  - le traité avec la France est ratifié dans l’enthousiasme par le Parlement syrien, mais en France, le projet sera ajourné sine die par la Chambre.
  - Premier vol du prototype de bombardier soviétique ANT-42 / TB-7 plus tard redesigné Petliakov Pe-8.

- 31 décembre : la Chambre des députés vote la loi sur la conciliation et l’arbitrage obligatoire pour limiter les conflits sociaux.

## Naissances
- 2 décembre : Jean Fontaine, missionnaire français d'Afrique qui a écrit une série d'ouvrages sur la littérature arabe († 1er mai 2021).
- 3 décembre : Lothar Gall, historien allemand († 20 juin 2024).
- 4 décembre : Jacques Perrier, évêque catholique français, évêque de Tarbes et Lourdes.
- 7 décembre : José Yudica, joueur et entraîneur de football argentin († 23 août 2021).
- 8 décembre : David Carradine, acteur, réalisateur, scénariste et compositeur américain († 3 juin 2009).
- 12 décembre : Reggie Young, guitariste américain († 17 janvier 2019).
- 13 décembre : Karim Aga Khan IV, chef spirituel des ismaéliens nizârites († 4 février 2025).
- 14 décembre : Robert A. Parker, astronaute américain.
- 15 décembre : Eddie Palmieri, compositeur, interprète américain d'origine portoricaine († 6 août 2025).
- 16 décembre : Elisabeth Kopp, femme politique suisse et ancienne conseillère fédérale.
- 17 décembre : 
  - Tommy Banks, musicien, homme de télévision et sénateur canadien.
  - Jorge Mario Bergoglio, cardinal argentin, archevêque de Buenos Aires († 21 avril 2025).
- 21 décembre : Henri Guybet, acteur français.
- 22 décembre : Héctor Elizondo, acteur américain.
- 23 décembre : 
  - Vitaliy Hodziatsky, compositeur ukrainien.
  - James Stacy, acteur américain († 9 septembre 2016).
  - Frederic Forrest, acteur américain († 23 juin 2023).
- 26 décembre :
  - Virpi Niemelä, astronome et astrophysicienne argentine († 18 décembre 2006).
  - Gilchrist Olympio, homme politique togolais.

- 28 décembre : Jacques Mesrine, gangster français († 2 novembre 1979).
- 31 décembre : Umaru Dikko, homme politique nigérian († 1er juillet 2014).

## Décès
- 7 décembre : Jean Mermoz, aviateur français, disparu en mer à huit cents kilomètres au sud de Dakar.
- 18 décembre : Andrija Mohorovičić, sismologue croate (° 23 janvier 1857).
- 30 décembre : « Algabeño hijo » (José García Carranza), matador espagnol, tué au combat durant la guerre d'Espagne (° 26 février 1902).